# Ельмеев, Григорий Ильич
Григорий Ильич Ельмеев (1906—1941) — мокшанский поэт, педагог. Один из видных представителей мордовской литературы.

## Биография
Григорий Ельмеев родился 26 ноября 1906 года в селе Сузгарье (ныне Рузаевский район Мордовии) в крестьянской семье. По национальности мокша. Окончил сельскую школу. С 1933 года посещал учительские курсы в Саранске. После их окончания вернулся в родное село, работал учителем начальной школы. После начала Великой Отечественной войны ушёл на фронт. Погиб в сентябре 1941 года.
Литературная деятельность Ельмеева приходится на 1930-е годы. Впервые опубликовал свои стихи в 1933 году в журнале «Колхозонь эряф» («Колхозная жизнь») в рубрике «Начинающий поэт». Публиковался также в газете «Мокшень правда» и других в мокшанских периодических изданиях. Ельмеев становится последователем мокшанского поэта М. И. Безбородова. Создаёт цикл стихов о детях, ярко описывает мордовскую природу. В поэмах-сказках «Ёжка» и «Маза-таза», написанных в 1940 году, широко используются мотивы русского фольклора. Наиболее значительным произведением Ельмеева считается поэма «Полю», напечатанная осенью 1940 года. Это произведение повествует о жизни мокшанской женщины Полю, дочери пастуха, активно боровшейся за установление советской власти и ставшей политическим руководителем. В поэме «Полю» также прослеживается ритмико-композиционный стиль, характерный для народных песен.

## Семья
Жена — Домна Григорьевна Ельмеева;
- дочь — Зинаида Григорьевна Князькова (род. 1939), вышивальщица.

## Сочинения
- Ёжка. — Саранск, 1958.